# 坪井元政
坪井 元政（つぼい もとまさ）は、戦国時代から安土桃山時代にかけての武将。安芸国佐西郡坪井村（現在の広島県広島市佐伯区坪井）を本拠とした国人。怪力で知られ多くの伝説を残した。新里宮内少輔の名で知られ、地元の史書では坪井将監と呼称されることが多い。

## 生涯
安芸国の国人・新里因幡守の子として誕生。母は温科家親の娘。怪力であったといわれる。
はじめ厳島神主家に仕えたが、その勢力が衰えると大内氏に仕えた。厳島の戦いの前哨戦となる折敷畑の戦い直前になり毛利氏に降り、坂保良（後の坂元祐）とともに宮川房長軍の誘い込みに成功している。天文24年（1555年）の厳島の戦いでは、己斐直之とともに宮尾城に入城して、陶晴賢率いる大内軍を誘引した。『陰徳太平記』には「前々から城内に蓄えていた巨大な石を鳥の羽より軽々と引っさげて、大木を投げつけると、突撃してきた敵兵が盾もろとも砕け散った」という記述がある。また、厳島の戦いの後に在名から坪井氏を称した。
その後も引き続き毛利氏に仕え、元亀元年（1570年）から始まる石山合戦では、石山本願寺に入り織田軍に抵抗した。その功を認められ、本願寺の顕如より阿弥陀如来の木像や法然筆の名号などを褒美として受領。帰国後、父の因幡守が開いた善正寺を浄土真宗に改めた。

## 逸話
- 坪井元政の母も怪力で有名であった。また元政の娘（妹説もある）も、近隣の己斐氏当主・己斐興員の妻となる。しかし彼女もやはり怪力で、その怪力を旦那に向けられる事を恐れた興員によって離縁された。
- 「坪井将監の力石」と呼ばれる石が、かつて元政の所領であった広島市佐伯区坪井に残っている。240kgの重量を誇るこの石は、伝承によると極楽寺の参道にあり、参詣の邪魔となっていたため、元政が自宅に持ち帰って、鍛錬用の錘とした。
- 「十一面千手観音坐像」が極楽寺（現：広島県廿日市市）安置されている。この観音像は別名「涙流し観音」と呼ばれ、人間の欲を悲しんで血の涙を流したという伝承が残っている。この極楽寺によく参詣していた坪井元政は、多くの戦功を挙げるため、観音像に祈りを捧げ、その加護により怪力を得た。しかし、その力だけでは飽きたらず、より強い力を得ようと再び観音像に祈りを捧げると、観音像は人間の欲深さを悲しんで、涙を流した。観音像には現在も涙を流した痕跡が残っている。

## 参考資料
- 『廿日市市史』
- 『五日市町史』
- 『萩藩閥閲録』巻69「坪井与三兵衛」